# Киселёв, Владимир Александрович (футболист)
Владимир Александрович Киселёв (3 апреля 1940, Алма-Ата — 9 ноября 2009 или 2010, Фрязино, Московская область) — советский футболист, защитник, тренер. Мастер спорта СССР.

## Биография
Начинал заниматься в футболом в команде «Динамо» Алма-Ата, которую тренировал Николай Старостин. Капитан команды, выступавшей на Всесоюзной спартакиаде школьников (Рига, 1957). Был в составе команды класса «Б» «Звезда» Кировоград (1958). В 1959 в составе команды чемпионата Казахской ССР «Спартак» Алма-Ата выиграл Кубок СССР среди клубных команд. С 1960 года стал играть за «Кайрат». В чемпионате СССР (1960—1964, 1966) провёл 50 матчей. Обладатель малой серебряной медали первенства СССР во второй группе класса «А» (1965).
Окончил Казахский институт физической культуры. Возглавлял команды Лениногорска и Павлодара, старший тренер по детско-юношескому футболу Казахстана. В числе первых выпускников ВШТ (1977—1979).
Организовал в Алма-Ате отделение футбола в республиканской школе-интернате. Команда школы выиграла футбольный турнир на Всесоюзной спартакиаде школьников, в её состав входили Эдуард Сон и Фанас Салимов.
Семь лет проработал с командой «Булат» Темиртау (с перерывом в 1981 году, когда тренировал команду «Олимп» Фрязино — четвертое место в зоне в первенстве Московской области.
С 1986 года стал работать с детскими командами «Олимпа», затем тренировал юношей и основной состав. Организовал женскую сборную, которая в 1991 году стала победителем первой лиги в первенстве СССР. Ю. Журавлева и М. Брылёва приглашались в сборную страны, за что Киселеву была присвоена высшая тренерская категория.
Работал учителем физкультуры во фрязинской школе № 2.
Скончался по одним данным в 2009 году, по другим — в 2010.